# Wild Soul
«Wild Soul» (Дика душа) — пісня у виконанні молдовської співачки Крістіни Скарлат, з якою вона представила Молдову на конкурсі пісні «Євробачення-2014».

## Відбір
Пісня обрана 15 березня 2014 на національному відборі, що дозволило Христині представити свою країну на міжнародному конкурсі пісні «Євробачення-2014» в Копенгагені, Данія. 